# Arfuelha e Sant Prich
Arfuelha e Sant Prich (en francès Arpheuilles-Saint-Priest) és un municipi francès, situat al departament de l'Alier i a la regió d'Alvèrnia-Roine-Alps. L'any 2007 tenia 333 habitants.

## Demografia

### Població
El 2007 la població de fet d'Arpheuilles-Saint-Priest era de 333 persones. Hi havia 140 famílies de les quals 40 eren unipersonals (20 homes vivint sols i 20 dones vivint soles), 52 parelles sense fills i 48 parelles amb fills.
La població ha evolucionat segons el següent gràfic:
Habitants censats

### Habitatges
El 2007 hi havia 204 habitatges, 144 eren l'habitatge principal de la família, 30 eren segones residències i 30 estaven desocupats. 200 eren cases i 2 eren apartaments. Dels 144 habitatges principals, 128 estaven ocupats pels seus propietaris, 12 estaven llogats i ocupats pels llogaters i 4 estaven cedits a títol gratuït; 2 tenien una cambra, 10 en tenien dues, 21 en tenien tres, 43 en tenien quatre i 68 en tenien cinc o més. 104 habitatges disposaven pel capbaix d'una plaça de pàrquing. A 55 habitatges hi havia un automòbil i a 77 n'hi havia dos o més.

### Piràmide de població
La piràmide de població per edats i sexe el 2009 era:
| Homes | Edats   | Dones |
| ----- | ------- | ----- |
| 0     | 95 o +  | 0     |
| 4     | 90 a 94 | 0     |
| 0     | 85 a 89 | 0     |
| 4     | 80 a 84 | 4     |
| 4     | 75 a 79 | 8     |
| 12    | 70 a 74 | 0     |
| 4     | 65 a 69 | 16    |
| 4     | 60 a 64 | 4     |
| 12    | 55 a 59 | 0     |
| 16    | 50 a 54 | 24    |
| 16    | 45 a 49 | 4     |
| 0     | 40 a 44 | 8     |
| 20    | 35 a 39 | 8     |
| 8     | 30 a 34 | 16    |
| 8     | 25 a 29 | 8     |
| 12    | 20 a 24 | 8     |
| 4     | 15 a 19 | 0     |
| 24    | 10 a 14 | 8     |
| 4     | 5 a 9   | 0     |
| 12    | 0 a 4   | 4     |

## Economia
El 2007 la població en edat de treballar era de 220 persones, 155 eren actives i 65 eren inactives. De les 155 persones actives 145 estaven ocupades (82 homes i 63 dones) i 10 estaven aturades (3 homes i 7 dones). De les 65 persones inactives 23 estaven jubilades, 19 estaven estudiant i 23 estaven classificades com a «altres inactius».

### Ingressos
El 2009 a Arpheuilles-Saint-Priest hi havia 149 unitats fiscals que integraven 347 persones, la mediana anual d'ingressos fiscals per persona era de 17.749 €.

### Activitats econòmiques
Dels 4 establiments que hi havia el 2007, 1 era d'una empresa de construcció, 1 d'una empresa de comerç i reparació d'automòbils, 1 d'una empresa de serveis i 1 d'una empresa classificada com a «altres activitats de serveis».
L'any 2000 a Arpheuilles-Saint-Priest hi havia 16 explotacions agrícoles que ocupaven un total de 1.296 hectàrees.

## Equipaments sanitaris i escolars
El 2009 hi havia una escola elemental integrada dins d'un grup escolar amb les comunes properes formant una escola dispersa.

## Poblacions més properes
El següent diagrama mostra les poblacions més properes.